# Нексюша
Нексюша (нар. 7 листопада 2002, Омськ) — російська співачка.

## Кар'єра

### 2021: «На твиче», «Фенибут», блокування кліпів
У липні-вересні 2021 року було заблоковано два єдині відеокліпи «Фенибут» та «На твиче» на YouTube на вимогу державних органів.
«Я просто описую своє життя, і нехай воно не завжди складається з приємних і радісних моментів… Я всього лише не найщасливіша на світі людина і пісні у мене такі ж»
—  написала Нексюша.
За словами співачки, у відеокліпі «Фенибут» «були сцени, які могли порушувати чинне законодавство», після чого кліп було перемонтовано, прибрано заборонені кадри та перезавантажено на YouTube. Нову версію відеокліпу заблокували через місяць після виходу. Приспів пісні «Фенибут» містить рядки про спосіб скоєння самогубства.
«На твиче» - "історія про людину, яка рятується від сірих буднів, граючи на комп'ютері", пише російський музично-розважальний-портал The Flow. У приспіві співачка співає: «Я б убив себе, але мені не вистачає сил. І я запускаю Steam, від реальності втекти».

### 2022: «И смех и грех»
17 червня 2022 вийшов студійний альбом «И смех и грех», що складається з 14 треків. Альбом дебютував на 16 місці в естонському чарті та 18 місці в російському чарті альбомів у Apple Music. З гостей в альбомі присутні Мейбі Бейбі, Гречка та Lida. Портал «Афіша», підбиваючи музичні підсумки тижня, описали Нексюшу: «Дотепність Монеточки, гострослів'я і безпардонність Олени Швець, звук Дори (теж постарався продюсер XWinner) і спостережливість, яку складно знайти в когось ще». Олексій Мажаєв з InterMedia поставив альбому оцінку 8 із 10. «Назва платівки 19-річної Нексюші, [...] - на диво точно описує зміст пісень. Нексюша начебто належить до ряду юних і зворушливих співачок зі своїми дівочими турботами (умовно кажучи, типу Дори), проте не соромиться ненормативної лексики (гріх), при цьому її використання дає скоріше комічний ефект (сміх)», — пише Мажаєв у рецензії до альбому.
27 липня 2022 року вийшов сингл «Заводская». У своїй рецензії для InterMedia Олексій Мажаєв поставив треку оцінку 8 із 10: «Парадоксальне почуття гумору Нексюші продовжує захоплювати: у строго ліричній, трохи тужливій манері артистка малює сумні картини із життя заводчан та важкої промисловості взагалі», — пише Мажаєв.
23 вересня 2022 року у своєму Telegram-каналі повідомила, що рік тому їй ідентифікували ВІЛ.

## Дискографія

### Студійні альбоми
| Назва                                     | Деталі                                                                                       |
| ----------------------------------------- | -------------------------------------------------------------------------------------------- |
| «Осторожно, постмодерн»                   | - Реліз: 28 серпня 2020 - Лейбл: Нексюша - Формат: Цифрове завантаження, стримінг            |
| «И смех и грех»                           | - Реліз: 17 червня 2022 - Лейбл: Нексюша - Формат: Цифрове завантаження, стримінг            |
| «СЕМЕЙНЫЕ ЦЕННОСТИ» (Спільно з ПОЛМАТЕРИ) | - Реліз: 16 серпня 2024 - Лейбл: ПОЛМАТЕРИ, Нексюша - Формат: Цифрове завантаження, стримінг |

### Сингли
| Назва                                      | Рік  | Альбом                  |
| ------------------------------------------ | ---- | ----------------------- |
| «Лето18»                                   | 2020 | «Осторожно, постмодерн» |
| «Современное искусство»                    | 2020 | «Осторожно, постмодерн» |
| «Юра Каплан»                               | 2021 | Позаальбомний сингл     |
| «Фемки»                                    | 2021 | «И смех и грех»         |
| «Анимешница»                               | 2021 | «И смех и грех»         |
| «Дед Инсайд»                               | 2021 | «И смех и грех»         |
| «Аллилуйя»                                 | 2022 | «И смех и грех»         |
| «Заводская»                                | 2022 | Позаальбомні сингли     |
| «Счастливы вместе» (спільно з «Полматери») | 2023 | Позаальбомні сингли     |
| «Когда ты умрешь»                          | 2023 | Позаальбомні сингли     |
| «ТВИЧ+»                                    | 2023 | Позаальбомні сингли     |
| «Лебединая песня»                          | 2024 | Позаальбомні сингли     |
| «мы против секса» (спільно з «ПОЛМАТЕРИ»)  | 2024 | «СЕМЕЙНЫЕ ЦЕННОСТИ»     |

### Пісні у чартах
| Назва      | Рік  | Найвищі позиції в чартах | Альбом                  |
| Назва      | Рік  | Shazam                   | Альбом                  |
| ---------- | ---- | ------------------------ | ----------------------- |
| «На твиче» | 2021 | 21                       | «Осторожно, постмодерн» |

### Гостьова участь
| Назва   | Рік  | Виконавець | Альбом        |
| ------- | ---- | ---------- | ------------- |
| «Цветы» | 2021 | Мэйклав    | «Цветомузыка» |

### Відеокліпи
| Назва                                    | Рік  |
| ---------------------------------------- | ---- |
| «Фемки»                                  | 2021 |
| «Фенибут»                                | 2021 |
| «На твиче»                               | 2021 |
| «Частушки» (спільно з CMH и Славою КПСС) | 2022 |